# Traité de Valençay
Le traité de Valençay est un acte conclu le 11 décembre 1813 entre Ferdinand VII, roi d'Espagne, interné au château de Valençay, et Napoléon Ier, empereur des Français, permettant à Ferdinand VII de retrouver son trône d'où il avait été déposé par les Français en 1808. La régence et les Cortès d'Espagne ayant refusé de ratifier le traité, Napoléon finit par libérer Ferdinand en mars 1814 sans pouvoir obtenir son application.

## Origines
Après la défaite de Napoléon à Leipzig (16-19 octobre 1813), celui-ci décide d'en finir avec l'embarras que lui cause la guerre d'Espagne. Pour cela, il accepte de rendre le trône d'Espagne au roi Ferdinand VII qu'il avait détrôné en 1808 en même temps que le père de celui-ci, Charles IV, pour leur substituer son frère Joseph Bonaparte. La situation des forces françaises en Espagne est alors critique car l’armée du maréchal Soult a dû reculer jusqu'aux Pyrénées : en octobre-novembre 1813, les forces britanniques, espagnoles et portugaises commandées par Arthur Wellesley, marquis de Wellington, forcent la ligne fortifiée de la Rhune et atteignent le territoire français.

## Négociation et signature

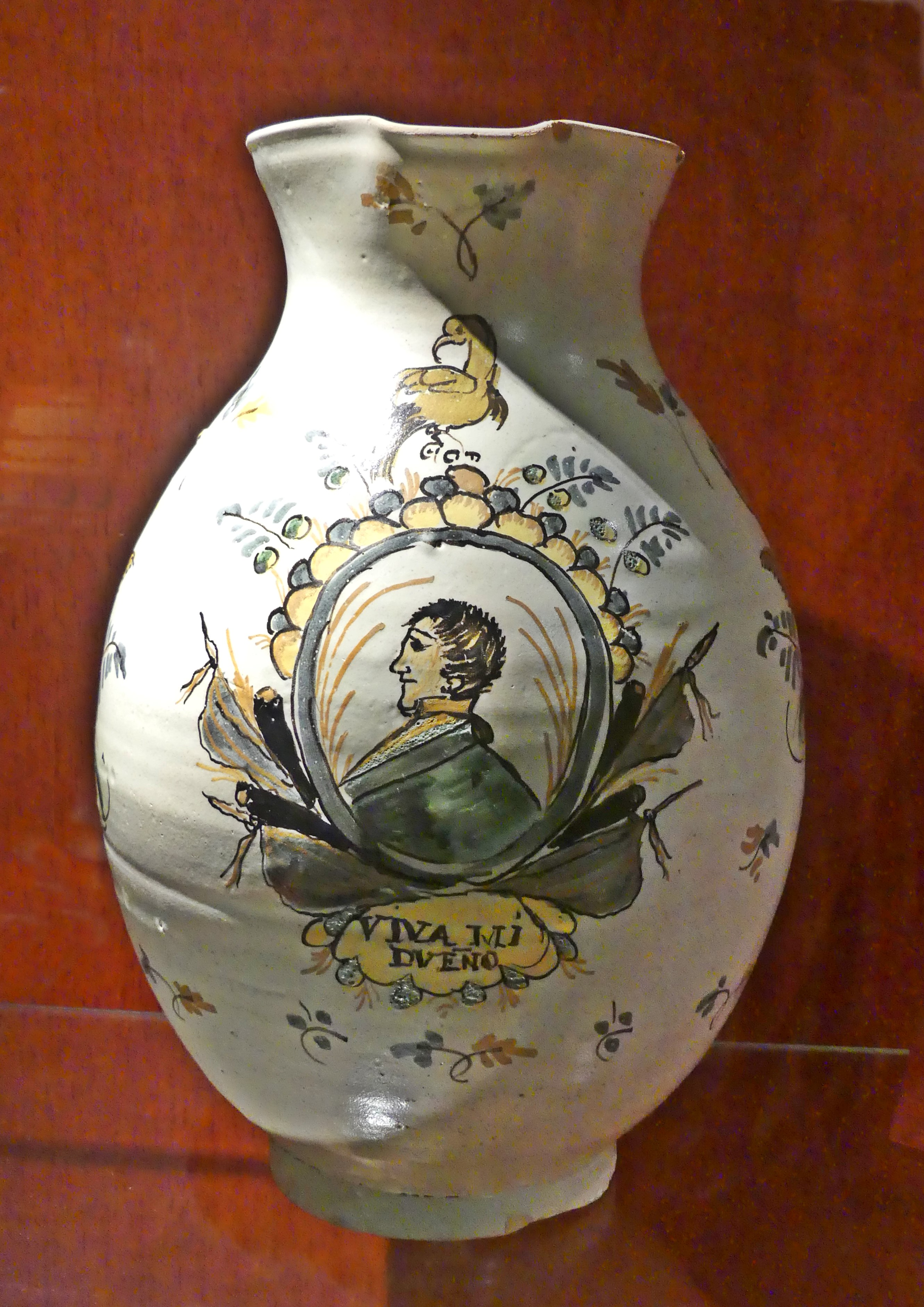
¡ Viva mi Dueño ! (« Longue vie à mon souverain ! »), céramique espagnole à l'effigie de Ferdinand VII.

Napoléon Ier envoie Antoine René Charles Mathurin (comte de La Forest) dit Antoine de Laforêt (1756-1846), ambassadeur de France à Madrid, qui habitait dans ses terres, aux environs de Tours, pour rencontrer Ferdinand VII interné au château de Valençay et négocier le traité qui lui rendrait à la couronne et la liberté en échange de sa neutralité. Napoléon, par une lettre écrite le 12 novembre 1813, annonce à Ferdinand que « les circonstances dans lesquelles se trouvent son empire et sa politique lui font désirer d’en finir avec les affaires d’Espagne ; que l’Angleterre y fomente l’anarchie et le jacobinisme, qu’elle cherche à y anéantir la monarchie et détruire la noblesse ». Ferdinand répond, le 21 novembre, qu’il est prêt à recouvrer son trône grâce à la protection de Napoléon et à rester neutre entre le Royaume-Uni et l’Empire français mais qu’il souhaiterait d’abord rencontrer des représentants des Cortes de Cadix, qui gouvernaient en son nom en Espagne. Napoléon refuse de crainte que le secret des négociations ne soit percé et que les Britanniques n’arrivent à empêcher l’application du traité. Il organise une rencontre à Valençay entre José Miguel de Carvajal, duc de San-Carlos, représentant de Ferdinand VII, et le comte de Laforest pour rédiger un traité avec Ferdinand.

## Teneur
Le traité rétablit Ferdinand VII dans sa souveraineté sur tout le territoire espagnol tel qu'il existait avant la guerre en lui restituant les départements français d'Espagne. Napoléon, au nom de l'Empire français et du royaume d'Italie, s'engage à évacuer toutes les garnisons françaises d'Espagne, et Ferdinand, à faire évacuer toutes les garnisons britanniques. Les deux parties conviennent d'indemniser les dommages causés à leurs sujets et d'échanger leurs prisonniers respectifs. Le roi s’engage à maintenir les ventes des domaines nationaux faites pendant son absence et à restituer leurs emplois et leurs biens aux personnes qui avaient exercé des emplois sous le règne de Joseph Bonaparte ; celles qui résident hors d'Espagne auront un délai de dix ans pour vendre leurs biens. Ferdinand s'engage en outre à verser à son père, le roi Charles IV, et à son épouse une pension de 30 millions de réaux par an.
« Ferdinand a souvent dit pendant sa captivité qu'il préférait rester à Valençay que de régner en Espagne avec les cortes ; cependant il accepta sans hésiter les conditions du traité de Valençay. »

## Refus de ratification et retour de Ferdinand

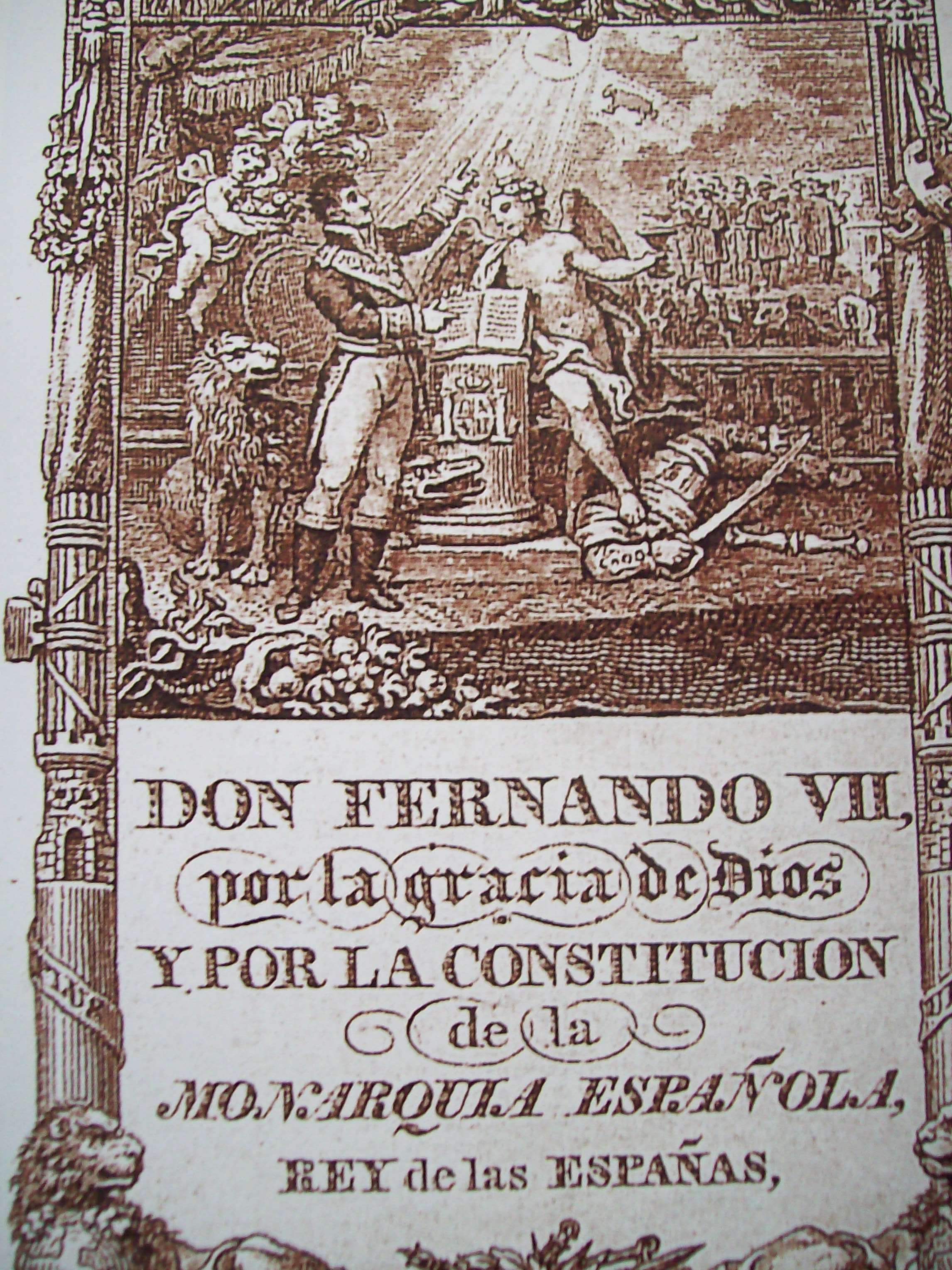
Frontispice de la constitution espagnole de 1812, votée au nom de Ferdinand VII prisonnier et qu'il refusera de ratifier par serment. Archives du Congreso de los Diputados.

Le duc de San Carlos est envoyé à Madrid pour présenter ce traité. Le cardinal de Bourbon, seul représentant de la famille royale encore en Espagne et président du conseil de régence, refuse d’en accepter les termes tant que le roi Ferdinand ne sera pas libéré et de retour dans son royaume. De même, les Cortès de Cadix, transportées à Madrid, n'acceptent pas les messagers du Roi venant leur annoncer la signature du traité. Un décret des Cortès, voté le 1er janvier 1811, déclarait invalides tous les actes signés par le roi pendant son exil. Le général José de Palafox, qui était venu prendre les instructions du roi Ferdinand à Valençay, est pareillement rebouté. Le conseil de régence de Madrid condamne ceux qui « soit par ignorance, ce qui est le plus probable, soit par malice, combattent pour la ratification du traité ». Le 8 janvier 1814, la régence de Madrid écrit à Ferdinand VII « qu’elle se voyait dans l’obligation de mettre sous ses yeux le décret émané des cortès le 1er janvier 1811 et qu’en transmettant ce décret, la régence ne croyait pas devoir faire la moindre observation sur le traité de paix, se contentant de se réjouir avec le roi de voir prochain le jour où elle aurait l’honneur de remettre à S.M. l’autorité royale qu’elle a fidèlement conservé comme un dépôt sacré pendant la captivité de S. M. ». Le 2 février 1814, les Cortès votent un décret déclarant que le roi serait reconnu libre « lorsque, dans le sein du congrès national, il aurait prêté le serment prescrit par la constitution » ; le même jour, les Cortès publient un manifeste qualifiant le traité de Valençay « d’outrage au roi, de traité honteux, de contrat passé entre la victime et son bourreau » : tout en renouvelant leurs protestations de fidélité au roi que les Espagnols appellent « le Désiré », les Cortès soumettent donc son retour à l’acceptation de la constitution espagnole de 1812. La réponse des régents est communiquée au maréchal Suchet, commandant des troupes françaises en Catalogne ce même 2 février.
Le 1er mars 1814, Ferdinand VII écrit à Madrid qu’il partira de Valençay le 13 mars et rentrera en Espagne en passant par la Catalogne. La lettre conclut : « Quant à ce qui regarde le rétablissement des cortes, ainsi que tout ce qui a été fait en mon absence d’utile ou pour le bien du royaume, je l’approuverai, comme conforme à mes royales intentions ». Ferdinand VII arrive le 24 mars 1814 à la frontière de Catalogne, le 19 avril à Valence où il rencontre le conseil de régence, et le 14 mai à Madrid où il forme un gouvernement avec le duc de San Carlos comme ministre des Affaires étrangères. Cependant, dès le 4 mai, il invalide la constitution et décide de faire emprisonner plusieurs députés des Cortes. Il ne respecte pas davantage le traité de Valençay, signé en captivité, que les promesses faites à son peuple. Les troupes espagnoles continuent leur participation à la Sixième Coalition et à l’invasion du sud-ouest la France aux côtés des forces britanniques et portugaises.
Dans ses Mémoires, Napoléon regrette de n'avoir pas été capable d'obtenir la ratification du traité, qui lui aurait peut-être permis de sortir vainqueur de la campagne de France en 1814 :

« L'Espagne était sauvée de l'avenir qui l'attend ; l'Empire serait sorti vainqueur de sa lutte à mort contre les rois de droit divin, si j'avais ratifié le traité de Valençay le lendemain de sa signature. Quelle faute ! »

— Napoléon Bonaparte, Commentaires de Napoléon Premier.
Le traité prévoyait aussi de garantir les droits des Espagnols joséphistes ou afrancesados qui avaient servi le régime  de Joseph Bonaparte. Environ 4 000 militaires et 3 000 civils se réfugient en France à la suite des troupes françaises. Mal accueillis par le régime de Louis XVIII qui ne leur doit rien, rejetés par Ferdinand qui les considère comme des traîtres, quelques-uns combattront dans les rangs napoléoniens pendant les Cent-Jours. Dans les années suivantes, la plupart rentreront en Espagne, surtout pendant le Triennat libéral marqué par la loi d'amnistie de 1820.